# めざまスカ愛ルーム
めざまスカ愛ルーム（めざまスカあいルーム、Mezama skay Loom）とは、フジテレビ系列土曜日朝の情報番組・めざましどようび内で放送されていたコーナーの一つ。

## 概要
2012年4月よりスタート。3月まで平日のめざましテレビに出演していた皆藤愛子が、4月からは新たに土曜日朝に放送されている番組・めざましどようびにおいて、日替わりのゲスト1名を呼び込んでトークをするという企画となっている。収録されるスタジオは本社屋の24階（球体展望室部分）にある「めざまスカイ」の一角にて行われ、同スタジオは自室のような作りとなっている。企画のタイトル名はめざまスカイと皆藤の名前に掛けたものである。
放送時間は6:50頃からだが、重要なニュースや他特別企画、また本放送の内容によっては放送されないこともある。

## 関連種目・項目
- まんまみ～や - 同じくめざましどようびオリジナル企画。イベント・観光地・新名所などを先行特集する企画で、いわゆる「社会科見学コーナー」。
- ココ調TOP OF THE WORLD - 同じくめざましどようびオリジナル企画。タレント鈴木ちなみが、海外旅行の旅に出るというトラベル企画。
- イマドキ - めざましテレビオリジナル企画。平日の同時間帯は、フジテレビならびにセント・フォース所属の女性アナウンサー出演し（曜日ごとに担当するアナウンサーが変わる）、最新の流行を伝えるコーナー。